# 喬淳
喬淳（1587年—1637年），號還極，順天府宛平县军籍山东临邑县人。明朝政治人物。

## 生平
礼记房，丁亥九月十一日生。萬曆四十三年（1615年）乙卯科順天鄉試舉人，天啓二年（1622年）壬戌科三甲五十五名進士。户部观政，本年六月授长垣县知县，三年调高平县知县，七年本省同考。淳为官贪虐，为给事中杨时化所劾，坐赃二万有奇。卒于崇祯丁丑